# بوبي رينولدز (لاعب هوكي الجليد)
بوبي رينولدز (بالإنجليزية: Bobby Reynolds)‏ هو لاعب هوكي الجليد أمريكي، ولد في 17 يوليو 1967.

## وصلات خارجية
- بوبي رينولدز على موقع دوري الهوكي الوطني (الإنجليزية)
- بوبي رينولدز على موقع EliteProspects.com (الإنجليزية)
- بوبي رينولدز على موقع HockeyDB.com (الإنجليزية)
- بوبي رينولدز على موقع Hockey-Reference.com (الإنجليزية)